# Norartocarpetina
La norartocarpetina es una flavona. Se encuentra en  Artocarpus dadah.